# Franz Falkenhayn
Franz hrabě von Falkenhayn (17. listopadu 1827 Vídeň – 7. září 1898 Ottenschlag) byl rakouský šlechtic, důstojník a politik. Od mládí sloužil v armádě, byl účastníkem několika válek a dosáhl hodnosti podplukovníka. Později byl aktivní v politice jako poslanec dolnorakouského zemského sněmu a Říšské rady. Od roku 1867 byl dědičným členem Panské sněmovny a v letech 1893–1897 jejím místopředsedou. Vlastnil několik velkostatků v Dolním Rakousku a v roce 1892 získal Řád zlatého rouna.

## Biografie

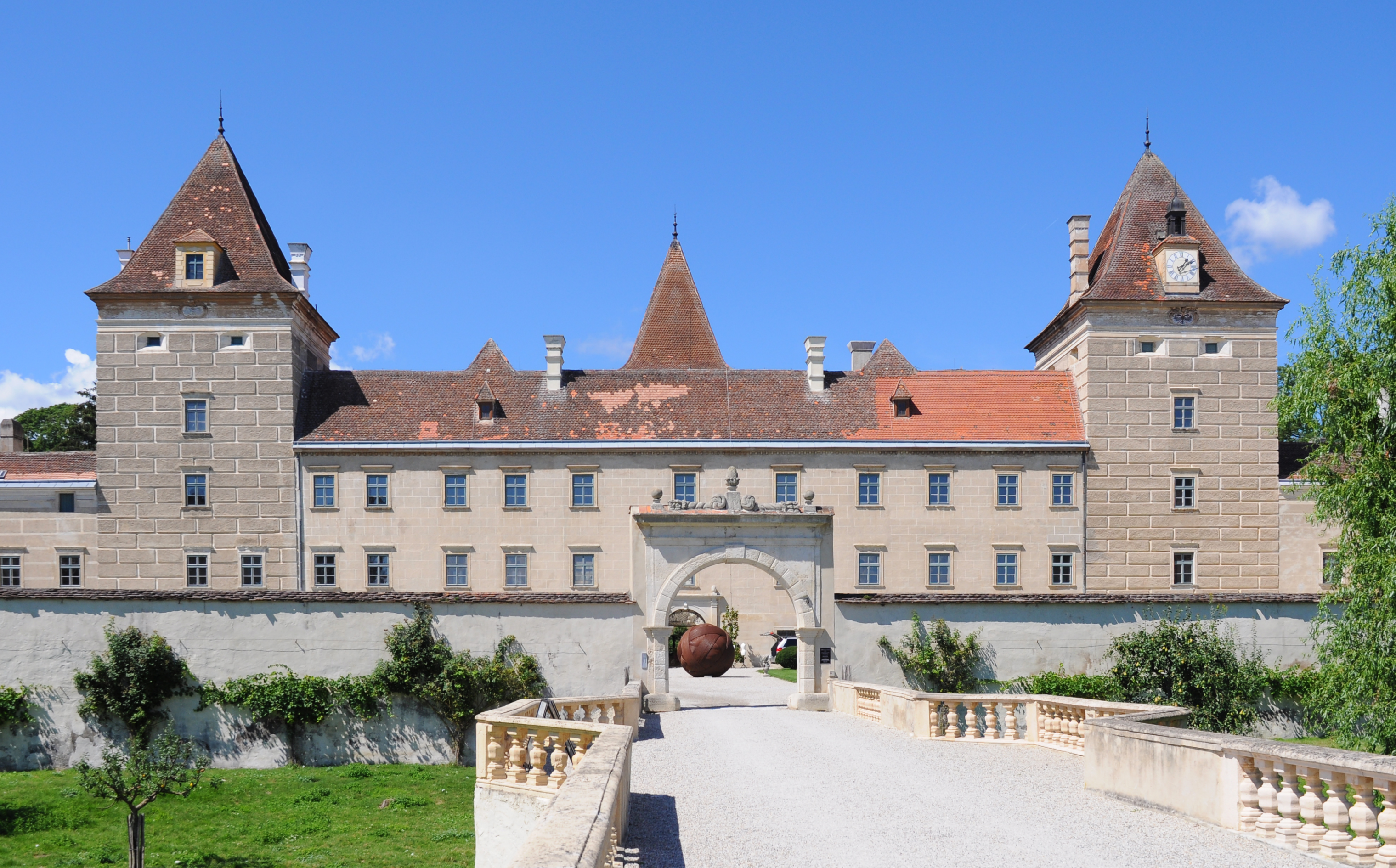
Zámek Walpersdorf (Dolní Rakousy), majetek Falkenhaynů od roku 1859

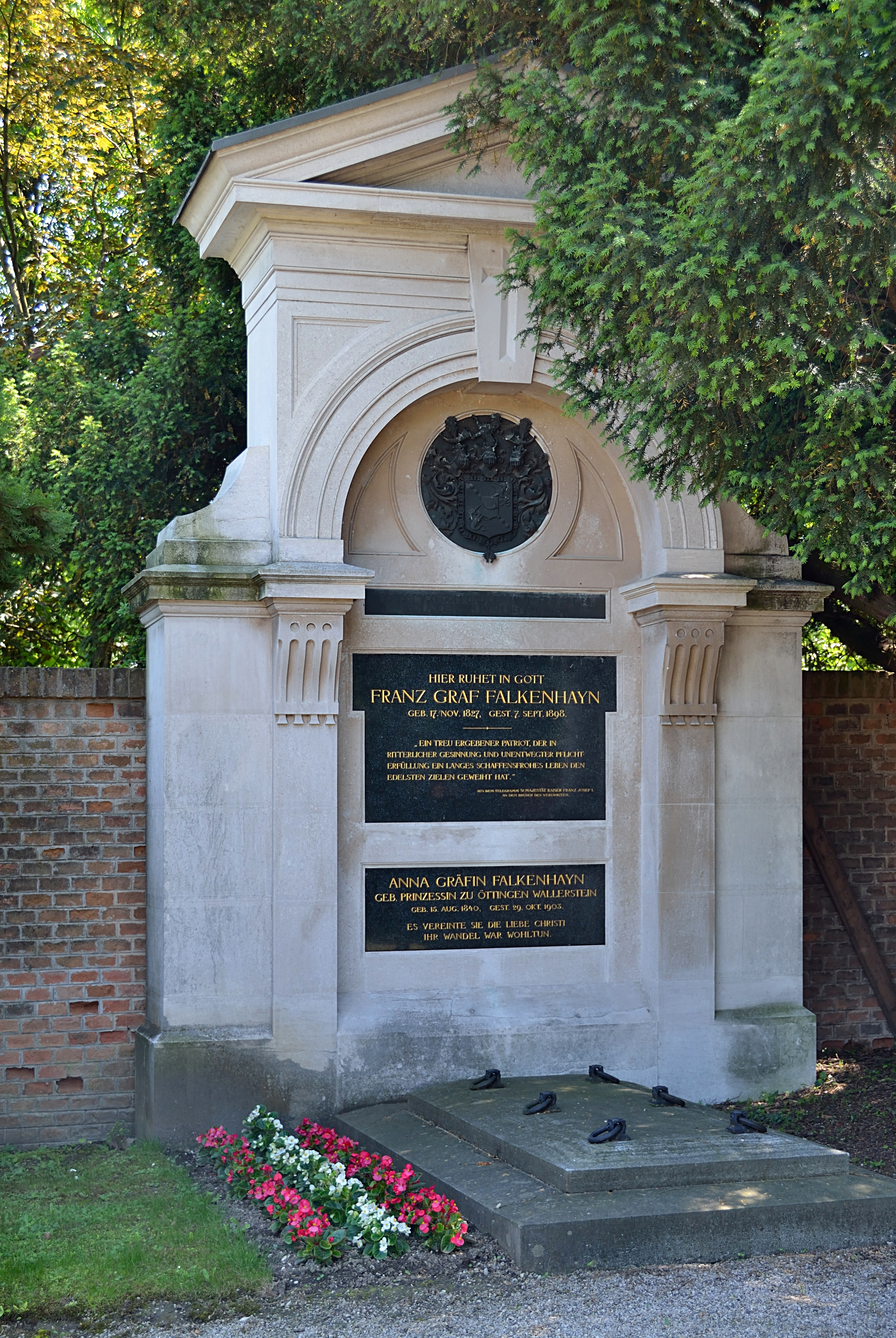
Hrobka Franza Falkenhayna v Inzersdorfu.

Pocházel z šlechtického rodu Falkenhaynů původně ze Slezska, povýšeného v roce 1689 do hraběcího stavu. Narodil se jako nejstarší syn generála Eugena Falkenhayna (1792–1853) a jeho manželky Karolíny, rozené hraběnky Colloredové (1802–1835). Vzhledem k postavení svého otce ve funkci nejvyššího hofmistra arcivévody Františka Karla vyrůstal Franz v blízkosti císařské rodiny a od dětství patřil k přátelům Františka Josefa. Franz studoval práva na univerzitě ve Vídni, poté vstoupil do armády. Vyznamenal se v bojích během revolučních let 1848–1849, kdy byl povýšen na poručíka (1848) a nadporučíka (1849). V roce 1852 byl povýšen na rytmistra u 1. hulánského regimentu, zároveň byl důstojníkem jedné z císařských gard. Jako major (1858) se zúčastnil války se Sardinií (1859). Poté z armády odešel a následně se věnoval správě svých statků v Dolních Rakousích. Naposledy v armádě aktivně sloužil za prusko-rakouské války (1866), kdy byl v hodnosti podplukovníka pobočníkem generála Benedeka.
Po odchodu z armády vstoupil do aktivní politiky. Dne 6. února 1867 byl zvolen na Dolnorakouský zemský sněm za kurii velkostatkářskou coby zástupce konzervativních velkostatkářů. Zemský sněm ho 28. února 1867 zvolil i do Říšské rady (tehdy ještě volené nepřímo) za kurii velkostatkářskou v Dolních Rakousích. Rezignaci na mandát oznámil dopisem 27. listopadu 1867, protože byl povolán do Panské sněmovny (horní, jmenovaná komora Říšské rady) jako její dědičný člen. V Panské sněmovně zasedal až do své smrti roku 1898, v letech 1893–1897 byl jejím viceprezidentem. V letech 1885–1898 zastával funkci prezidenta rakouského Červeného kříže, veřejného života se zúčastnil aktivně také jako člen katolických spolků. Zemřel v září 1898 na svém zámku v dolnorakouském Ottenschlagu.

## Tituly a ocenění
V roce 1853 byl jmenován c. k. komořím a v roce 1879 obdržel titul c. k. tajného rady s nárokem na oslovení Excelence. Za zásluhy na bojišti během revolučních let 1848–1849 se stal v roce 1850 držitelem Vojenského záslužného kříže. Po válce se Sardinií obdržel Řád železné koruny III. třídy s válečnou dekorací (1859). V roce 1883 získal Řád železné koruny I. třídy a nakonec byl v roce 1892 dekorován prestižním Řádem zlatého rouna. V zahraničí obdržel pruský Řád červené orlice III. třídy a rytířský kříž bavorského Řádu sv. Michaela.

## Majetek a rodina
Po otci zdědil v roce 1853 panství Ottenschlag v Dolním Rakousku. Po strýci Františku Colloredovi zdědil v roce 1859 rodinný colloredovský fideikomis Walpersdorf taktéž v Dolním Rakousku. Součástí dědictví po rodině Colloredů byl také velkostatek Tulln, který Falkenhayn v roce 1872 prodal za 230 000 zlatých. Velkostatek Walpersdorf vynášel čistý roční zisk ve výši 36 700 korun a patřilo k němu 3 876 hektarů půdy. Na zámku Walpersdorf byla umístěna vzácná colloredovská knihovna o rozsahu 33 000 svazků. 
Franz Falkenhayn byl dvakrát ženatý. V roce 1854 se oženi s princeznou Eleonorou z Oettingen-Wallersteinu (1834–1856), dcerou Karla Anselma Oettingen-Wallersteina. Eleonora zemřela o dva roky později na následky porodu a Franz se v roce 1861 oženil s její mladší sestrou princeznou Marií Annou Oettingen-Wallersteinovou (1840–1903), která byla později c. k. palácovou dámou a dámou Řádu hvězdového kříže. Z prvního manželství pocházel syn Moritz (*1856), c. k. komoří, podplukovník a dědic rodového majetku. Dcera Marie Julie (*1865) z druhého manželství byla jeptiškou a misionářkou v Římě.
Franzův mladší bratr Julius (1829–1899) se uplatnil také v politice a v letech 1879–1895 byl ministrem zemědělství Předlitavska. Další bratr Rudolf (1830–1852) zemřel předčasně jako c. k. nadporučík. Nejmladší z bratrů Ladislaus (1833–1865) byl podplukovníkem a pobočníkem císaře Františka Josefa. 